# ワシントン・シャーリー (第9代フェラーズ伯爵)
第9代フェラーズ伯爵ワシントン・セウォリス・シャーリー（英語: Washington Sewallis Shirley, 9th Earl Ferrers、1822年1月3日 – 1859年3月13日）は、グレートブリテン貴族。1830年から1842年までタムワース子爵の儀礼称号を使用した。

## 生涯
タムワース子爵ロバート・ウィリアム・シャーリー（Robert William Shirley, Viscount Tamworth、1783年8月24日 – 1830年2月2日、第8代フェラーズ伯爵ワシントン・シャーリーの息子）と妻アン（Anne、旧姓ウェストン（Weston）、1799年ごろ – 1839年10月7日、リチャード・ウェストンの娘）の息子として、1822年1月3日にダービーシャーのエドナストン・ロッジ（Ednaston Lodge）で生まれた。1837年ごろから1841年までイートン・カレッジで教育を受けた。
1842年10月2日に祖父が死去すると、フェラーズ伯爵位を継承した。
1852年2月10日、レスターシャーの副統監に任命された。1857年1月10日、スタッフォードシャーの副統監に任命された。
1859年3月13日にストーントン・ハロルドで病死、22日に同地で埋葬された。息子セウォリス・エドワードが爵位を継承した。

## 家族
1844年7月23日、オーガスタ・アナベラ・チチェスター（Augusta Annabella Chichester、1826年6月20日 – 1914年10月9日、第4代ドニゴール侯爵エドワード・チチェスターの娘）と結婚、3男2女をもうけ、うち1男1女が成人した。
- 男子（1845年7月16日） - 死産[4]
- セウォリス・エドワード（1847年1月24日 – 1912年7月26日） - 第10代フェラーズ伯爵[1]
- アメリア・アン（1848年12月1日 – 1849年9月6日[4]）
- オーガスタ・アメリア（1849年12月25日[4] – 1933年2月10日） - 1873年8月19日、第4代準男爵サー・アーチダル・ロバート・パーマー（1906年7月26日没）と結婚、子供なし[5]
- デヴァルー・ヒュー・ルーパス（Devereux Hugh Lupus、1853年7月16日 – 1854年2月22日[4]）